# 下条川 (富山県)
下条川（げじょうがわ）は、富山県を流れる河川である。

## 地理
下条川は富山市婦中町嘉礼谷を水源とし、水上谷、青井谷を経て、浄土寺川、堰場川、前田川などと合流して射水平野を流れ、富山湾に流入する。

## 歴史
江戸時代初期では大雨により川の流れがたびたび変わり、本流は定まらなかったが、後期になって現在の下条川に近い形になった。この時期から舟運が発達し、放生津潟―小杉間約12kmを往来していた。
明治時代、大正時代には下条川は大江地区の灌漑用水や老田地区、下村の排水路として利用されるようになった。また、後述のように舟運も盛んになった。ところが明治32年の国鉄北陸本線の開通により舟運は衰え始めた。一方、下条川はしばしば氾濫を起こし、周辺地区は大きな被害を受けた。大正6年に射水郡長として赴任した南原繁はこの実態を見て下条川改修を提唱した。工事は大正15年から始まり、十年後の昭和9年に完成した。
また、舟運が衰えていく中、修学旅行に行く小学生や海水浴客、花火大会の見物客を運ぶ舟が出ていた。しかし第二次世界大戦後、農家では肥料として化学肥料を用いるようになり、人糞の需要がなくなり、舟は見られなくなった。
昭和時代でも改修工事は続いた一方、氾濫もしばしば起こった。例えば、1948年（昭和23年）7月25日の集中豪雨による氾濫。では小杉町だけで浸水1500戸、流失した橋5か所という被害が出た。

## 役割

### 交通
舟には「ニハイ」と「ナガフネ」の二種類があり、前者は積載量は少ないが小回りが利き、後者は多く荷を詰めるがその長さ（約13メートル）のため曲がるのが困難であった。 小杉と新湊の間の交流は舟を通して盛んだった。 また、「ナガフネ」は富山湾を経由して伏木にまで行った時期もある。 明治32年の北陸本線の開通により舟運としての利用の衰退が始まった。

#### 運搬物
- 江戸時代

（小杉から）米、サツマイモ、野菜類など　⇔　魚類、塩、木材など（放生津潟から）
- 明治時代・大正時代

（小杉から）米、里芋、藁など　⇔　ニシン、シメカス、肥料、北海道豆、麦、塩、炭、木材など

### 農業
下条川の水は農業用水として利用されていて、射水平野内の田畑を潤している。また、不要となった排水も下条川に流されている。

## 流域の自治体
富山市、射水市

## 関連事業

### 下条川千本桜
『下条川千本桜計画 桜堤モデル事業』として1987年から1998年度までに伊勢領橋から下流大江橋まで約2700メートルにわたって両岸にソメイヨシノの木が約600本植えられている。冬にはツゥインクルナイトin小杉が開催され、きらびやかなイルミネーションを楽しむことが出来る。

### 親水公園
1996年度に親水公園の工事が始まり1998年度に完了した。整備内容はコの字型に堤防を迂回させて川の水の一部を引き込んで造られた、水生動植物の繁殖を目的とした広場を整備するというものである。この公園にはカメが多いことから、「タートルランド」という名がつけられている。